# 壯七
壯七，是台灣宜蘭縣宜蘭市的一個傳統地域名稱，位於該市東部。相較於今日行政區，其範圍大致包括延平里、成功里。

## 歷史
台灣清治末期，壯七地區為一街庄，稱為「壯七庄」，隸屬於民壯圍堡。該庄北及東隔宜蘭河與七張庄、壯六庄為界，東南與壯五庄為鄰，南邊為壯四庄，西邊為壯三庄、宜蘭街。
1901年（日治明治三十四年）11月，廢縣廳改設二十廳，該庄隸屬於宜蘭廳，編入第十六區。1905年（明治三十八年）7月，第十六區改名「民壯圍區」。1909年（明治四十二年）10月，合併二十廳為十二廳，該庄仍隸屬於宜蘭廳。1920年（大正九年），廢十二廳改設五州二廳，該庄改制為「壯七」大字，隸屬於臺北州宜蘭郡壯圍庄。1940年10月宜蘭街升格為宜蘭市，該大字併入宜蘭市。
戰後宜蘭市改制為縣轄市，隸屬於臺北縣，大字改制為里。1950年10月，北、基、宜分治，宜蘭市改隸屬於宜蘭縣。

## 聚落
本地區發展較早的聚落為下七結，在日治期初期的官方地圖上已有記載。此外，本地區尚有「五大社區」聚落。

## 交通
國道5號又稱「北宜高速公路」，是橫跨台灣東西部的高速公路，大致以北北西—南南東走向蜿蜒經過壯七地區東部。由該道路向北北西轉北可前往礁溪、頭城西南部、坪林、石碇、南港並止於國道3號南港系統交流道，向南南東轉南可前往達羅東、蘇澳等地。
省道台9線（環市東路二段）又稱「東部幹線」，大致以北向南經過本地區中部偏西地帶。由該道向北繞過宜蘭市區東側可前往礁溪、頭城西南部、坪林、石碇、新店等地，向南可前往五結、羅東、冬山、蘇澳等地。
省道台7線（東港路）俗稱「北部橫貫公路」，是桃園大溪至壯圍的幹道，大致以西北—東南走向轉西北西—東南東走向經過本地區南部邊界地帶。由該道路向西北轉西可前往宜蘭市中心、員山、大同、復興、大溪等地，向東南東可前往壯圍公館並止於省道台2線路口。
縣道191號（延平路）是頭城頂埔至宜蘭市區的道路，其南側端點位於本地區西部近邊界處的省道台7線路口。由此向東北東轉東北出境後，可前往五間、抵美、踏踏、茅埔、五股、大塭、二圍、中崙、頂埔並止於省道台2庚線路口。
鄉道宜11線（延平一路）是延平至東津的道路，其北側端點位於本地區北部縣道191號路口。由此向南出境後可前往壯四、壯二與美福、南興交界地帶並止於橋頭附近鄉道宜16線路口。
鄉道宜19線（黎明三路）是壯四至南津的道路，其北側端點位於本地區西南部省道台7線路口。由此向南
出境後可前往壯四西北端、壯三東南部、壯二中部並止於鄉道宜18線路口。

## 學校
- 宜蘭高商
- 中華國中